# 12 Heures de Sebring 2019
Navigation
Édition précédente Édition suivante
Les 12 Heures de Sebring 2019 se déroulent le 16 mars 2019, ont été la 67e édition de l'épreuve et ont été la deuxième manche du championnat United SportsCar Championship 2019.

## Circuit

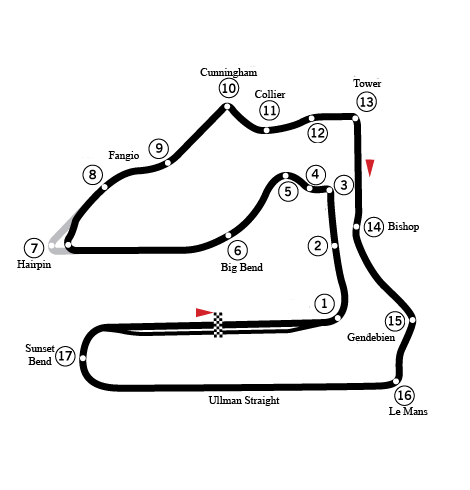
Le Sebring International Raceway, cadre des 12 Heures de Sebring 2019.

Les 12 Heures de Sebring 2019 se déroulent sur le Sebring International Raceway situé en Floride. Il est composé de deux longues lignes droites, séparées par des courbes rapides ainsi que quelques chicanes. Ce tracé a un grand passé historique car il est utilisé pour des courses automobiles depuis 1950. Ce circuit est célèbre car il a accueilli la Formule 1.

## Engagés
La liste officielle des engagés était composée de 38 voitures, dont 11 dans la catégorie du Daytona Prototype International (DPi), 2 dans la catégorie Le Mans Prototype 2 (LMP2), 8 dans la catégorie GT Le Mans (GTLM) ainsi que 17 dans la classe GT Daytona (GTD), réservée aux voitures du groupe GT3.

### Pilotes par nationalité
Nombre de pilotes par nationalité :
- 47 Américains
- 10 Français
- 9 Britanniques
- 7 Allemands
- 6 Suisses
- 4 Brésiliens
- 4 Canadiens
- 3 Colombiens
- 3 Danois
- 3 Néerlandais
- 3 Néo-Zélandais
- 2 Argentins
- 2 Autrichiens
- 2 Espagnols
- 2 Finlandais
- 2 Portugais
- 1 Australien
- 1 Belge
- 1 Italien
- 1 Russe
- 1 Sud-Africain

## Qualifications
| Pos. | Classe | N°  | Équipe                                                   | Pilote                 | Temps          | Écart         |
| ---- | ------ | --- | -------------------------------------------------------- | ---------------------- | -------------- | ------------- |
| 1    | DPi    | 6   | Acura Team Penske                                        | Dane Cameron           | 1 min 45 s 865 | -             |
| 2    | DPi    | 77  | Mazda Team Joest                                         | Tristan Nunez          | 1 min 46 s 011 | + 0 s 146     |
| 3    | DPi    | 7   | Acura Team Penske                                        | Hélio Castroneves      | 1 min 46 s 011 | + 0 s 146     |
| 4    | DPi    | 5   | Mustang Sampling Racing                                  | Filipe Albuquerque     | 1 min 46 s 238 | + 0 s 373     |
| 5    | DPi    | 31  | Whelen Engineering Racing                                | Pipo Derani            | 1 min 46 s 354 | + 0 s 489     |
| 6    | DPi    | 10  | Konica Minolta Cadillac DPi-V.R                          | Jordan Taylor          | 1 min 46 s 530 | + 0 s 665     |
| 7    | DPi    | 55  | Mazda Team Joest                                         | Jonathan Bomarito      | 1 min 46 s 832 | + 0 s 967     |
| 8    | DPi    | 84  | JDC Miller Motorsports                                   | Simon Trummer          | 1 min 47 s 086 | + 1 s 221     |
| 9    | DPi    | 85  | JDC Miller Motorsports                                   | Tristan Vautier        | 1 min 47 s 275 | + 1 s 410     |
| 10   | DPi    | 50  | Juncos Racing                                            | William Owen           | 1 min 47 s 478 | + 1 s 613     |
| 11   | LMP2   | 52  | PR1/Mathiasen Motorsports                                | Matt McMurry           | 1 min 49 s 728 | + 3 s 863     |
| 12   | LMP2   | 38  | Performance Tech Motorsports                             | Kyle Masson            | 1 min 49 s 739 | + 3 s 874     |
| 13   | DPi    | 54  | CORE Autosport                                           | Jonathan Bennett       | 1 min 50 s 029 | + 4 s 164     |
| 14   | GTLM   | 911 | Porsche GT Team                                          | Patrick Pilet          | 1 min 55 s 899 | + 10 s 034    |
| 15   | GTLM   | 912 | Porsche GT Team                                          | Laurens Vanthoor       | 1 min 56 s 042 | + 10 s 177    |
| 16   | GTLM   | 3   | Corvette Racing                                          | Antonio García         | 1 min 56 s 158 | + 10 s 293    |
| 17   | GTLM   | 67  | Ford Chip Ganassi Racing                                 | Richard Westbrook      | 1 min 56 s 189 | + 10 s 324    |
| 18   | GTLM   | 4   | Corvette Racing                                          | Tommy Milner           | 1 min 56 s 248 | + 10 s 383    |
| 19   | GTLM   | 24  | BMW Team RLL                                             | Jesse Krohn            | 1 min 56 s 486 | + 10 s 621    |
| 20   | GTLM   | 25  | BMW Team RLL                                             | Tom Blomqvist          | 1 min 56 s 486 | + 10 s 621    |
| 21   | GTLM   | 66  | Ford Chip Ganassi Racing                                 | Dirk Müller            | 1 min 56 s 731 | + 10 s 866    |
| 22   | GTD    | 86  | Meyer Shank Racing avec Curb Agajanian Performance Group | Trent Hindman          | 1 min 59 s 917 | + 14 s 052    |
| 23   | GTD    | 96  | Turner Motorsport                                        | Robby Foley            | 2 min 00 s 299 | + 14 s 434    |
| 24   | GTD    | 9   | Pfaff Motorsports                                        | Zacharie Robichon      | 2 min 00 s 504 | + 14 s 639    |
| 25   | GTD    | 11  | GRT Grasser Racing Team                                  | Rolf Ineichen          | 2 min 00 s 710 | + 14 s 845    |
| 26   | GTD    | 47  | Precision Performance Motorsports (en)                   | Brandon Gdovic (en)    | 2 min 00 s 775 | + 14 s 910    |
| 27   | GTD    | 57  | Heinricher Racing avec Meyer Shank Racing                | Christina Nielsen      | 2 min 00 s 809 | + 14 s 944    |
| 28   | GTD    | 63  | WeatherTech Racing                                       | Cooper MacNeil         | 2 min 00 s 974 | + 15 s 109    |
| 29   | GTD    | 12  | AIM Vasser-Sullivan                                      | Frankie Montecalvo     | 2 min 01 s 100 | + 15 s 235    |
| 30   | GTD    | 33  | Mercedes-AMG Team Riley Motorsports                      | Ben Keating            | 2 min 01 s 184 | + 15 s 319    |
| 31   | GTD    | 29  | Montaplast avec Land Motorsport                          | Daniel Morad           | 2 min 01 s 189 | + 15 s 324    |
| 32   | GTD    | 8   | Starworks Motorsport                                     | Ezequiel Perez Companc | 2 min 01 s 333 | + 15 s 468    |
| 33   | GTD    | 48  | Paul Miller Racing                                       | Ryan Hardwick          | 2 min 01 s 725 | + 15 s 860    |
| 34   | GTD    | 71  | P1 Motorsports                                           | JC Perez               | 2 min 01 s 961 | + 16 s 096    |
| 35   | GTD    | 73  | Park Place Motorsports                                   | Nick Boulle            | 2 min 02 s 150 | + 16 s 285    |
| 36   | GTD    | 44  | Magnus Racing                                            | John Potter            | 2 min 02 s 205 | + 16 s 340    |
| 37   | GTD    | 19  | Moorespeed                                               | Will Hardeman          | 2 min 02 s 534 | + 16 s 669    |
| 38   | GTD    | 14  | AIM Vasser-Sullivan                                      | Temps annulés          | Temps annulés  | Temps annulés |

## Course

### Classements intermédiaires
| Pos. | Après la 1re heure | Après la 1re heure                                                             | Après 3 heures | Après 3 heures                                                                            | Après 6 heures | Après 6 heures                                                                            | Après 9 heures | Après 9 heures                                                                            |
| Pos. | n°                 | Voiture / Pilotes                                                              | n°             | Voiture / Pilotes                                                                         | n°             | Voiture / Pilotes                                                                         | n°             | Voiture / Pilotes                                                                         |
| ---- | ------------------ | ------------------------------------------------------------------------------ | -------------- | ----------------------------------------------------------------------------------------- | -------------- | ----------------------------------------------------------------------------------------- | -------------- | ----------------------------------------------------------------------------------------- |
| 1    | 31                 | Whelen Engineering Racing Cadillac DPi-V.R (DPi) Derani - Nasr - Curran        | 31             | Whelen Engineering Racing Cadillac DPi-V.R (DPi) Derani - Nasr - Curran                   | 31             | Whelen Engineering Racing Cadillac DPi-V.R (DPi) Derani - Nasr - Curran                   | 31             | Whelen Engineering Racing Cadillac DPi-V.R (DPi) Derani - Nasr - Curran                   |
| 2    | 5                  | Mustang Sampling Racing Cadillac DPi-V.R (DPi) Albuquerque - Barbosa - Hartley | 85             | JDC Miller Motorsports Cadillac DPi-V.R (DPi) Goikhberg - Vautier - Piedrahita (en)       | 5              | Mustang Sampling Racing Cadillac DPi-V.R (DPi) Albuquerque - Barbosa - Hartley            | 10             | Konica Minolta Cadillac DPi-V.R Cadillac DPi-V.R (DPi) Taylor - van der Zande - Vaxiviere |
| 3    | 77                 | Mazda Team Joest Mazda RT24-P (DPi) Nunez - Jarvis - Bernhard                  | 5              | Mustang Sampling Racing Cadillac DPi-V.R (DPi) Albuquerque - Barbosa - Hartley            | 10             | Konica Minolta Cadillac DPi-V.R Cadillac DPi-V.R (DPi) Taylor - van der Zande - Vaxiviere | 5              | Mustang Sampling Racing Cadillac DPi-V.R (DPi) Albuquerque - Barbosa - Hartley            |
| 4    | 55                 | Mazda Team Joest Mazda RT24-P (DPi) Bomarito - Tincknell - Pla                 | 84             | JDC Miller Motorsports Cadillac DPi-V.R (DPi) Trummer - Simpson - Miller                  | 84             | JDC Miller Motorsports Cadillac DPi-V.R (DPi) Trummer - Simpson - Miller                  | 54             | CORE Autosport Nissan Onroak DPi (DPi) Bennett - Braun - Dumas                            |
| 5    | 84                 | JDC Miller Motorsports Cadillac DPi-V.R (DPi) Trummer - Simpson - Miller       | 10             | Konica Minolta Cadillac DPi-V.R Cadillac DPi-V.R (DPi) Taylor - van der Zande - Vaxiviere | 85             | JDC Miller Motorsports Cadillac DPi-V.R (DPi) Goikhberg - Vautier - Piedrahita (en)       | 84             | JDC Miller Motorsports Cadillac DPi-V.R (DPi) Trummer - Simpson - Miller                  |

### Classement de la course
- Les vainqueurs de chaque catégorie sont signalés par un fond jauni.
- Pour la colonne Pneus, il faut passer le curseur au-dessus du modèle pour connaître le manufacturier de pneumatiques.

| Pos | Classe | no  | Écurie                                                   | Pilotes                                                     | Châssis                        | Tours | Temps                |
| Pos | Classe | no  | Écurie                                                   | Pilotes                                                     | Moteur                         | Tours | Temps                |
| --- | ------ | --- | -------------------------------------------------------- | ----------------------------------------------------------- | ------------------------------ | ----- | -------------------- |
| 1   | DPi    | 31  | Whelen Engineering Racing                                | Felipe Nasr Eric Curran Pipo Derani                         | Cadillac DPi-V.R               | 348   | 12 h 00 min 15 s 925 |
| 1   | DPi    | 31  | Whelen Engineering Racing                                | Felipe Nasr Eric Curran Pipo Derani                         | Cadillac 5,5 l V8 Atmo         | 348   | 12 h 00 min 15 s 925 |
| 2   | DPi    | 10  | Konica Minolta Cadillac DPi-V.R                          | Renger van der Zande Jordan Taylor Matthieu Vaxiviere       | Cadillac DPi-V.R               | 348   | + 1 s 030            |
| 2   | DPi    | 10  | Konica Minolta Cadillac DPi-V.R                          | Renger van der Zande Jordan Taylor Matthieu Vaxiviere       | Cadillac 5,5 l V8 Atmo         | 348   | + 1 s 030            |
| 3   | DPi    | 5   | Mustang Sampling Racing                                  | João Barbosa Brendon Hartley Filipe Albuquerque             | Cadillac DPi-V.R               | 348   | + 4 s 023            |
| 3   | DPi    | 5   | Mustang Sampling Racing                                  | João Barbosa Brendon Hartley Filipe Albuquerque             | Cadillac 5,5 l V8 Atmo         | 348   | + 4 s 023            |
| 4   | DPi    | 7   | Acura Team Penske                                        | Hélio Castroneves Alexander Rossi Ricky Taylor              | Acura ARX-05                   | 348   | + 11 s 331           |
| 4   | DPi    | 7   | Acura Team Penske                                        | Hélio Castroneves Alexander Rossi Ricky Taylor              | Acura AR35TT 3,5 l V6 Turbo    | 348   | + 11 s 331           |
| 5   | DPi    | 54  | CORE Autosport                                           | Jonathan Bennett Colin Braun Romain Dumas                   | Nissan Onroak DPi              | 347   | + 1 tour             |
| 5   | DPi    | 54  | CORE Autosport                                           | Jonathan Bennett Colin Braun Romain Dumas                   | Nissan VR38DETT 3,8 l V6 Turbo | 347   | + 1 tour             |
| 6   | DPi    | 55  | Mazda Team Joest                                         | Harry Tincknell Olivier Pla Jonathan Bomarito               | Mazda RT24-P                   | 346   | + 2 tours            |
| 6   | DPi    | 55  | Mazda Team Joest                                         | Harry Tincknell Olivier Pla Jonathan Bomarito               | Mazda MZ-2.0T 2,0 l I4 Turbo   | 346   | + 2 tours            |
| 7   | DPi    | 85  | JDC Miller Motorsports                                   | Mikhail Goikhberg Tristan Vautier Juan Piedrahita (en)      | Cadillac DPi-V.R               | 346   | + 2 tours            |
| 7   | DPi    | 85  | JDC Miller Motorsports                                   | Mikhail Goikhberg Tristan Vautier Juan Piedrahita (en)      | Cadillac 5,5 l V8 Atmo         | 346   | + 2 tours            |
| 8   | DPi    | 84  | JDC Miller Motorsports                                   | Simon Trummer Stephen Simpson Chris Miller                  | Cadillac DPi-V.R               | 345   | + 3 tours            |
| 8   | DPi    | 84  | JDC Miller Motorsports                                   | Simon Trummer Stephen Simpson Chris Miller                  | Cadillac 5,5 l V8 Atmo         | 345   | + 3 tours            |
| 9   | DPi    | 6   | Acura Team Penske                                        | Dane Cameron Juan Pablo Montoya Simon Pagenaud              | Acura ARX-05                   | 339   | + 9 tours            |
| 9   | DPi    | 6   | Acura Team Penske                                        | Dane Cameron Juan Pablo Montoya Simon Pagenaud              | Acura AR35TT 3,5 l V6 Turbo    | 339   | + 9 tours            |
| 10  | GTLM   | 911 | Porsche GT Team                                          | Frédéric Makowiecki Patrick Pilet Nick Tandy                | Porsche 911 RSR                | 330   | + 18 tours           |
| 10  | GTLM   | 911 | Porsche GT Team                                          | Frédéric Makowiecki Patrick Pilet Nick Tandy                | Porsche 4,0 l Flat-6 Atmo      | 330   | + 18 tours           |
| 11  | GTLM   | 66  | Ford Chip Ganassi Racing                                 | Sébastien Bourdais Joey Hand Dirk Müller                    | Ford GT                        | 330   | + 18 tours           |
| 11  | GTLM   | 66  | Ford Chip Ganassi Racing                                 | Sébastien Bourdais Joey Hand Dirk Müller                    | Ford EcoBoost 3,5 l V6 Turbo   | 330   | + 18 tours           |
| 12  | GTLM   | 3   | Corvette Racing                                          | Antonio García Jan Magnussen Mike Rockenfeller              | Chevrolet Corvette C7.R        | 330   | + 18 tours           |
| 12  | GTLM   | 3   | Corvette Racing                                          | Antonio García Jan Magnussen Mike Rockenfeller              | Chevrolet LT 5,5 l V8 Atmo     | 330   | + 18 tours           |
| 13  | GTLM   | 24  | BMW Team RLL                                             | Jesse Krohn John Edwards Philipp Eng                        | BMW M8 GTE                     | 330   | + 18 tours           |
| 13  | GTLM   | 24  | BMW Team RLL                                             | Jesse Krohn John Edwards Philipp Eng                        | BMW S63 4,0 l V8 Bi-Turbo      | 330   | + 18 tours           |
| 14  | GTLM   | 912 | Porsche GT Team                                          | Earl Bamber Mathieu Jaminet Laurens Vanthoor                | Porsche 911 RSR                | 330   | + 18 tours           |
| 14  | GTLM   | 912 | Porsche GT Team                                          | Earl Bamber Mathieu Jaminet Laurens Vanthoor                | Porsche 4,0 l Flat-6 Atmo      | 330   | + 18 tours           |
| 15  | GTLM   | 67  | Ford Chip Ganassi Racing                                 | Ryan Briscoe Scott Dixon Richard Westbrook                  | Ford GT                        | 330   | + 18 tours           |
| 15  | GTLM   | 67  | Ford Chip Ganassi Racing                                 | Ryan Briscoe Scott Dixon Richard Westbrook                  | Ford EcoBoost 3,5 l V6 Turbo   | 330   | + 18 tours           |
| 16  | GTLM   | 25  | BMW Team RLL                                             | Tom Blomqvist Connor De Phillippi Colton Herta              | BMW M8 GTE                     | 329   | + 19 tours           |
| 16  | GTLM   | 25  | BMW Team RLL                                             | Tom Blomqvist Connor De Phillippi Colton Herta              | BMW S63 4,0 l V8 Bi-Turbo      | 329   | + 19 tours           |
| 17  | LMP2   | 38  | Performance Tech Motorsports                             | Kyle Masson Andrew Evans Cameron Cassels                    | Oreca 07                       | 322   | + 26 tours           |
| 17  | LMP2   | 38  | Performance Tech Motorsports                             | Kyle Masson Andrew Evans Cameron Cassels                    | Gibson GK428 4,2 l V8 Atmo     | 322   | + 26 tours           |
| 18  | GTLM   | 4   | Corvette Racing                                          | Marcel Fässler Oliver Gavin Tommy Milner                    | Chevrolet Corvette C7.R        | 321   | + 27 tours           |
| 18  | GTLM   | 4   | Corvette Racing                                          | Marcel Fässler Oliver Gavin Tommy Milner                    | Chevrolet LT 5,5 l V8 Atmo     | 321   | + 27 tours           |
| 19  | GTD    | 11  | GRT Grasser Racing Team                                  | Rolf Ineichen Mirko Bortolotti Rik Breukers                 | Lamborghini Huracán GT3 Evo    | 320   | + 28 tours           |
| 19  | GTD    | 11  | GRT Grasser Racing Team                                  | Rolf Ineichen Mirko Bortolotti Rik Breukers                 | Lamborghini 5,2 l V10 Atmo     | 320   | + 28 tours           |
| 20  | GTD    | 44  | Magnus Racing                                            | Andy Lally Spencer Pumpelly John Potter                     | Lamborghini Huracán GT3 Evo    | 320   | + 28 tours           |
| 20  | GTD    | 44  | Magnus Racing                                            | Andy Lally Spencer Pumpelly John Potter                     | Lamborghini 5,2 l V10 Atmo     | 320   | + 28 tours           |
| 21  | GTD    | 63  | WeatherTech Racing                                       | Cooper MacNeil Toni Vilander Jeff Westphal                  | Ferrari 488 GT3                | 320   | + 28 tours           |
| 21  | GTD    | 63  | WeatherTech Racing                                       | Cooper MacNeil Toni Vilander Jeff Westphal                  | Ferrari F154CB 3,9 l V8 Turbo  | 320   | + 28 tours           |
| 22  | GTD    | 29  | Montaplast avec Land Motorsport                          | Daniel Morad Christopher Mies Riccardo Feller               | Audi R8 LMS Evo                | 320   | + 28 tours           |
| 22  | GTD    | 29  | Montaplast avec Land Motorsport                          | Daniel Morad Christopher Mies Riccardo Feller               | Audi 5,2 l V10 Atmo            | 320   | + 28 tours           |
| 23  | GTD    | 33  | Mercedes-AMG Team Riley Motorsports                      | Jeroen Bleekemolen Felipe Fraga Ben Keating                 | Mercedes-AMG GT3               | 320   | + 28 tours           |
| 23  | GTD    | 33  | Mercedes-AMG Team Riley Motorsports                      | Jeroen Bleekemolen Felipe Fraga Ben Keating                 | Mercedes-AMG M159 6,2 l V8     | 320   | + 28 tours           |
| 24  | GTD    | 73  | Park Place Motorsports                                   | Patrick Lindsey Patrick Long Nick Boulle                    | Porsche 911 GT3 R              | 320   | + 28 tours           |
| 24  | GTD    | 73  | Park Place Motorsports                                   | Patrick Lindsey Patrick Long Nick Boulle                    | Porsche 4,0 l Flat-6 Atmo      | 320   | + 28 tours           |
| 25  | GTD    | 86  | Meyer Shank Racing avec Curb Agajanian Performance Group | Mario Farnbacher Trent Hindman Justin Marks                 | Acura NSX GT3 Evo              | 320   | + 28 tours           |
| 25  | GTD    | 86  | Meyer Shank Racing avec Curb Agajanian Performance Group | Mario Farnbacher Trent Hindman Justin Marks                 | Acura 3,5 l V6 Turbo           | 320   | + 28 tours           |
| 26  | GTD    | 57  | Heinricher Racing avec Meyer Shank Racing                | Katherine Legge Christina Nielsen Bia Figueiredo            | Acura NSX GT3 Evo              | 320   | + 28 tours           |
| 26  | GTD    | 57  | Heinricher Racing avec Meyer Shank Racing                | Katherine Legge Christina Nielsen Bia Figueiredo            | Acura 3,5 l V6 Turbo           | 320   | + 28 tours           |
| 27  | GTD    | 12  | AIM Vasser-Sullivan                                      | Frankie Montecalvo Townsend Bell Aaron Telitz               | Lexus RC F GT3                 | 318   | + 30 tours           |
| 27  | GTD    | 12  | AIM Vasser-Sullivan                                      | Frankie Montecalvo Townsend Bell Aaron Telitz               | Lexus 5,0 l V8                 | 318   | + 30 tours           |
| 28  | GTD    | 9   | Pfaff Motorsports                                        | Scott Hargrove Zacharie Robichon Lars Kern                  | Porsche 911 GT3 R              | 318   | + 30 tours           |
| 28  | GTD    | 9   | Pfaff Motorsports                                        | Scott Hargrove Zacharie Robichon Lars Kern                  | Porsche 4,0 l Flat-6 Atmo      | 318   | + 30 tours           |
| 29  | GTD    | 71  | P1 Motorsports                                           | JC Perez Maximilian Buhk Fabian Schiller (de)               | Mercedes-AMG GT3               | 315   | + 33 tours           |
| 29  | GTD    | 71  | P1 Motorsports                                           | JC Perez Maximilian Buhk Fabian Schiller (de)               | Mercedes-AMG M159 6,2 l V8     | 315   | + 33 tours           |
| 30  | GTD    | 47  | Precision Performance Motorsports (en)                   | Brandon Gdovic (en) Don Yount Lawson Aschenbach             | Lamborghini Huracán GT3 Evo    | 311   | + 37 tours           |
| 30  | GTD    | 47  | Precision Performance Motorsports (en)                   | Brandon Gdovic (en) Don Yount Lawson Aschenbach             | Lamborghini 5,2 l V10 Atmo     | 311   | + 37 tours           |
| 31  | GTD    | 96  | Turner Motorsport                                        | Bill Auberlen Robby Foley Dillon Machavern                  | BMW M6 GT3                     | 309   | Abandon              |
| 31  | GTD    | 96  | Turner Motorsport                                        | Bill Auberlen Robby Foley Dillon Machavern                  | BMW 4,4 l V8 Turbo             | 309   | Abandon              |
| 32  | LMP2   | 52  | PR1/Mathiasen Motorsports                                | Matt McMurry Gabriel Aubry Anders Fjordbach                 | Oreca 07                       | 309   | + 39 tours           |
| 32  | LMP2   | 52  | PR1/Mathiasen Motorsports                                | Matt McMurry Gabriel Aubry Anders Fjordbach                 | Gibson GK428 4,2 l V8 Atmo     | 309   | + 39 tours           |
| 33  | DPi    | 50  | Juncos Racing                                            | William Owen René Binder Agustín Canapino (en)              | Cadillac DPi-V.R               | 305   | + 43 tours           |
| 33  | DPi    | 50  | Juncos Racing                                            | William Owen René Binder Agustín Canapino (en)              | Cadillac 5,5 l V8 Atmo         | 305   | + 43 tours           |
| 34  | GTD    | 8   | Starworks Motorsport                                     | Ryan Dalziel Parker Chase Ezequiel Perez Companc            | Audi R8 LMS                    | 292   | + 56 tours           |
| 34  | GTD    | 8   | Starworks Motorsport                                     | Ryan Dalziel Parker Chase Ezequiel Perez Companc            | Audi 5,5 l V10 Atmo            | 292   | + 56 tours           |
| 35  | GTD    | 14  | AIM Vasser-Sullivan                                      | Richard Heidstand Jack Hawksworth Philipp Frommenwiler (pl) | Lexus RC F GT3                 | 262   | Abandon              |
| 35  | GTD    | 14  | AIM Vasser-Sullivan                                      | Richard Heidstand Jack Hawksworth Philipp Frommenwiler (pl) | Lexus 5,0 l V8                 | 262   | Abandon              |
| 36  | GTD    | 48  | Paul Miller Racing                                       | Bryan Sellers Ryan Hardwick Corey Lewis                     | Lamborghini Huracán GT3 Evo    | 249   | + 99 tours           |
| 36  | GTD    | 48  | Paul Miller Racing                                       | Bryan Sellers Ryan Hardwick Corey Lewis                     | Lamborghini 5,2 l V10 Atmo     | 249   | + 99 tours           |
| 37  | DPi    | 77  | Mazda Team Joest                                         | Oliver Jarvis Tristan Nunez Timo Bernhard                   | Mazda RT24-P                   | 233   | + 115 tours          |
| 37  | DPi    | 77  | Mazda Team Joest                                         | Oliver Jarvis Tristan Nunez Timo Bernhard                   | Mazda MZ-2.0T 2,0 l I4 Turbo   | 233   | + 115 tours          |
| 38  | GTD    | 19  | Moorespeed                                               | Andrew Davis Alex Riberas Will Hardeman                     | Audi R8 LMS                    | 174   | Abandon              |
| 38  | GTD    | 19  | Moorespeed                                               | Andrew Davis Alex Riberas Will Hardeman                     | Audi 5,2 l V10 Atmo            | 174   | Abandon              |

## Pole position et record du tour
- Pole position :  Dane Cameron (#6 Acura Team Penske) en 1 min 45 s 865
- Meilleur tour en course :  Harry Tincknell (#55 Mazda Team Joest) en 1 min 47 s 472

## Tours en tête
- no 6 Acura ARX-05 - Acura Team Penske : 12 tours (1-12)[8]
- no 77 Mazda RT24-P - Mazda Team Joest : 1 tour (13)
- no 5 Cadillac DPi-V.R - Mustang Sampling Racing : 70 tours (14-18 / 46-49 / 96-99 / 110-118 / 131-137 / 153-157 / 173-180 / 195-200 / 215-220 / 230-239 / 252-257)
- no 31 Cadillac DPi-V.R - Whelen Engineering Racing : 249 tours (19-45 / 50-94 / 100-109 / 119-130 / 138-152 / 159-172 / 186-194 / 207-214 / 224-229 / 240-251 / 258-348)
- no 85 Cadillac DPi-V.R - JDC Miller Motorsports : 1 tour (95)
- no 55 Mazda RT24-P - Mazda Team Joest : 1 tour (158)
- no 10 Cadillac DPi-V.R - Konica Minolta Cadillac DPi-V.R : 14 tours (184-185 / 201-206 / 221-223)

## À noter
- Longueur du circuit : 4,83 km
- Distance parcourue par les vainqueurs : 1 680,84 km